# Chủ nghĩa Trotsky

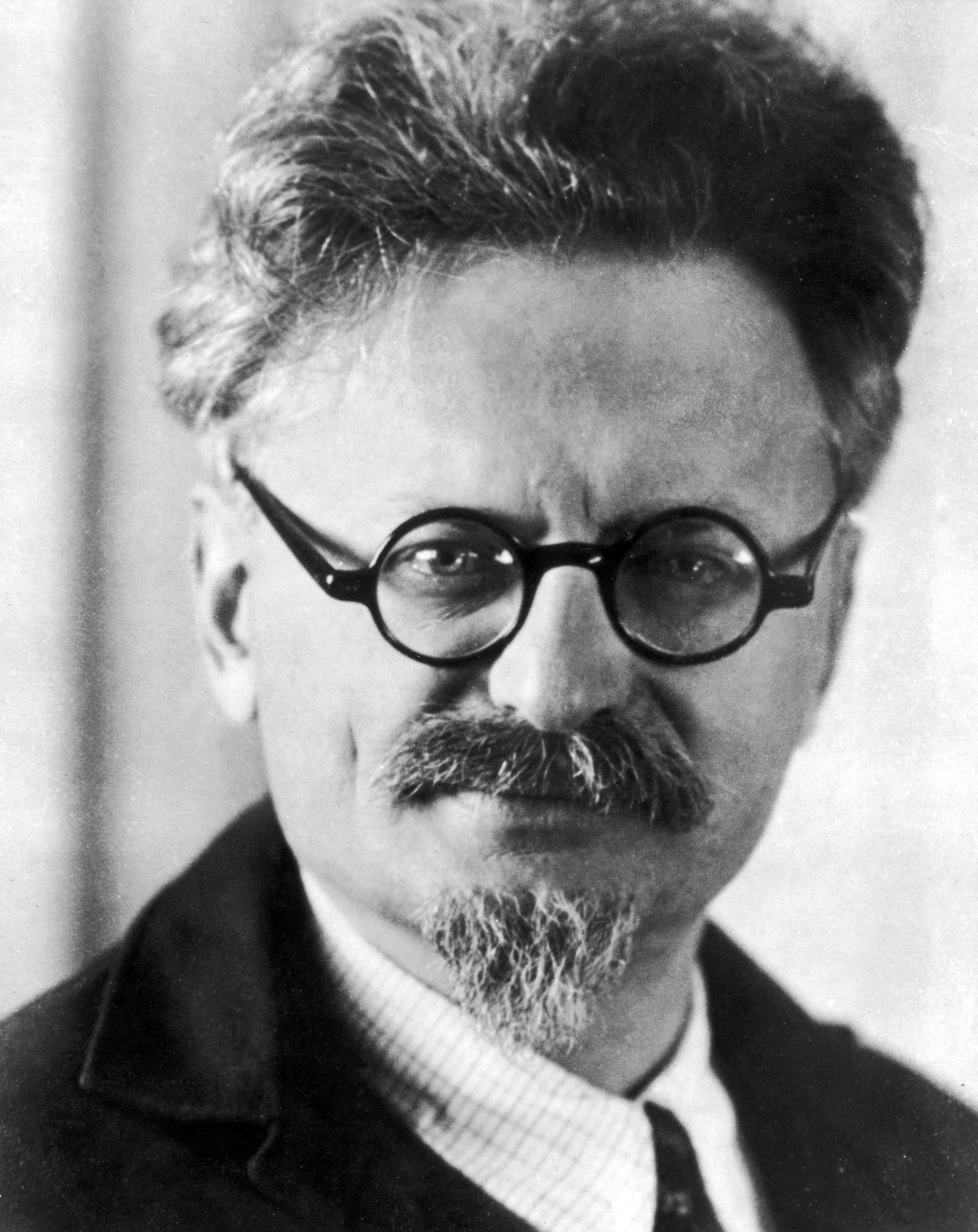
Leon Trotsky

Chủ nghĩa Trotsky (phiên âm tiếng Việt: chủ nghĩa Tờ-rốt-kít hay Tờ-rốt-xkít) là lý thuyết cực tả được Leon Trotsky - một nhà bất đồng chính kiến với chủ nghĩa Stalin - phát triển kế thừa từ chủ nghĩa Marx và Lenin. Trotsky ủng hộ việc thành lập một đảng tiên phong của giai cấp lao động, quốc tế vô sản, và chuyên chính vô sản dựa trên sự tự giải phóng và dân chủ quần chúng của tầng lớp lao động. Chủ nghĩa Trotsky phê phán chủ nghĩa Stalin, do họ phản đối tư tưởng có thể xây dựng xã hội chủ nghĩa thành công trong một quốc gia duy nhất. Chủ nghĩa Trotsky cũng phê phán tính quan liêu đã phát triển ở Liên Xô dưới thời Stalin.
Vladimir Ilyich Lenin và Trotsky gần gũi nhau về cả ý thức hệ và cá nhân trong cuộc cách mạng Nga và sau cách mạng, và một số người gọi Trotsky là "đồng lãnh đạo" của cuộc cách mạng này. Tuy nhiên, Lenin chỉ trích tư tưởng của Trotsky và những thói quen sinh hoạt Đảng của ông. Sau Cách mạng Tháng Mười, Trotsky là lãnh đạo tối cao của Hồng quân Liên Xô.
Ban đầu Trotsky phản đối một số khía cạnh của chủ nghĩa Lenin. Sau đó, ông kết luận rằng sự hợp nhất giữa phái Menshevik và phái Bolshevik là không thể, và tham gia phái Bolshevik. Trotsky đã đóng một vai trò hàng đầu với Lenin trong cuộc cách mạng. Đánh giá Trotsky, Lenin đã viết, "Trotsky từ lâu cho rằng, sự thống nhất của hai hệ phái là không thể. Trotsky hiểu rõ điều này và từ đó trở đi đã không có người Bolshevik nào tốt hơn ông ta."
Quốc tế Cộng sản lần thứ tư của Trotsky được thành lập tại Pháp vào năm 1938 khi những người theo chủ nghĩa Trotsky lập luận rằng Quốc tế cộng sản hay Quốc tế thứ ba đã "mất ý nghĩa bởi chủ nghĩa Stalin" một cách không thể cứu vãn và do đó không có khả năng lãnh đạo giai cấp công nhân quốc tế giành được quyền lực chính trị.

## Bản chất
Theo chủ nghĩa cộng sản, chủ nghĩa Trotsky được coi là sự xét lại các lý thuyết thuộc về chủ nghĩa Marx - Lenin, mặc dù nhận được sự ủng hộ từ các quốc gia phương tây, chủ nghĩa Trotsky lại là mầm mống nguy hiểm đối với các đảng Marx - Lenin. Có thể coi Trotsky là sự bất đồng chính kiến đối với chính chủ nghĩa Marx, nhưng khác với chủ nghĩa cộng sản cánh tả, chủ nghĩa Trotsky không được coi là chủ nghĩa cộng sản, mặc dù Leon Trotsky đã kế thừa lại từ chủ nghĩa Marx.
Trên bình diện chính trị của chủ nghĩa Mác, những người theo chủ nghĩa Trotsky thường được coi là theo hướng cánh tả. Trong những năm 1920, họ tự gọi mình là phe Đối lập Cánh tả, mặc dù chủ nghĩa cộng sản cánh tả ngày nay là khác biệt và thường không phải là Bolshevik. Sự bất đồng về thuật ngữ có thể gây nhầm lẫn vì các phiên bản khác nhau của phổ chính trị cánh tả được sử dụng. Những người chống chủ nghĩa xét lại tự coi mình là cánh tả cuối cùng trên một phạm vi từ chủ nghĩa cộng sản ở cánh tả đến chủ nghĩa tư bản đế quốc ở cánh hữu, nhưng cho rằng chủ nghĩa Stalin thường được coi là cánh hữu trong phổ cộng sản và chủ nghĩa cộng sản cánh tả.Ý tưởng cánh tả, chống chủ nghĩa xét lại của cánh tả rất khác với ý tưởng của chủ nghĩa cánh tả. Mặc dù là đồng chí theo chủ nghĩa Bolshevik-Lenin trong Cách mạng Nga và Nội chiến Nga, Trotsky và Stalin đã trở thành kẻ thù trong những năm 1920 và sau đó phản đối tính hợp pháp của các hình thức chủ nghĩa Lenin của nhau. Trotsky cực kỳ chỉ trích Liên Xô theo chủ nghĩa Stalin vì đã đàn áp nền dân chủ và thiếu kế hoạch kinh tế đầy đủ.